# 山东省诸城繁华中学
山东省诸城繁华中学（英語：Zhucheng Fanhua Middle School，ZFMS），簡稱繁华、繁華中學、諸城繁華等，為中華人民共和國山东省一所公立完全中學。学校成立于1942年，1984年改为现名。

## 校史

### 汪精卫政权時期
- 1942年：繁华中学创立于汪精卫政权时期，时称诸城镇立博爱小学。

### 中华民国时期
- 1945年：二战结束，国民政府接管原汪精卫政权统治地区，在原博爱小学旧址上建诸城县立第二小学。

### 中华人民共和国时期
- 1956年：更名为诸城繁华小学。
- 1975年：发展为集小学、初中、高中为一体的综合性学校。
- 1979年：更名为诸城繁华学校。
- 1984年：裁撤小学部，更名为诸城繁华中学。
- 2008年：学校高中部整体搬迁至新校区，原校址改为初中部校区。

## 学校特色

### 学校文化
- 校训：勤学善思 求是崇真
- 校风：科学 奉献 创新 进取
- 教风：乐教善教 诲人不倦
- 学风：严谨 勤奋 求真 乐学[2]

### 主要社团
| - 辩论社团 - 广播社团 - 校园电视台 - 国旗班 - 摄影社团 - 繁星文学社 | - 数学研习社 - 物理研习社 - 化学研习社 - 生物科学研习社 - 信息科学研习社 - 漫画研习社 |

### 校园活动
- 辩论赛
- 体育节
- 艺术节
- 读书节
- 科技节
- 元旦联欢
- 远足活动[1]

## 外部連結
- 山东省诸城繁华中学